# Militärflugplatz Zutendaal

i8
i11
i13
Die Zutendaal Air Base (ICAO-Code: EBSL) ist ein Militärflugplatz der Belgischen Luftstreitkräfte in Genk, Belgien.

## Zweiter Weltkrieg
Im Jahr 1944 befand sich auf dem Flugplatz eine 1500 m lange Graspiste der United States Air Force. Diese war vom 15. Oktober 1944 bis 16. Juli 1945 in Betrieb und wurde mit dem Codenamen Y-29 bezeichnet.
Am 1. Januar 1945 fand über diesem Flughafen eine der letzten großen Luftschlachten des Zweiten Weltkriegs statt, als die Wehrmacht während der Operation Bodenplatte alliierte Flugplätze in Frankreich und Belgien angriff. Auf Höhe des Flugplatzes wurden die Einheiten der deutschen Luftwaffe in Kämpfe mit Formationen amerikanischer P-51 Mustangs und P-47 Thunderbolts verwickelt. Die deutsche Luftwaffe verlor etwa 24 Flugzeuge, während ein amerikanisches Flugzeug am Boden zerstört wurde. 20 Piloten kamen hierbei ums Leben.